# Neurona sensorial

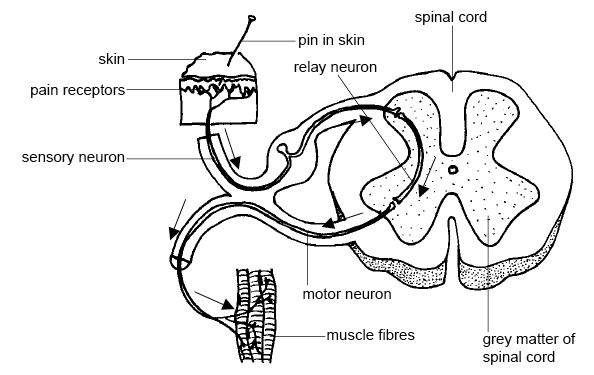
Diagrama que muestra la relación entre neuronas sensoriales y motoneuronas. Se aprecia cómo al pinchar las neuronas sensoriales son los que ayudan la dijesrionun alfiler en la piel los receptores del dolor recogen la información para transmitirla a las neuronas sensoriales.

Las neuronas sensoriales o sensitivas se clasifican típicamente como las neuronas responsables de la conversión de los estímulos externos del medio en estímulos internos. Se activan a través del input sensorial (visión, tacto, oído, etc), y mandan proyecciones al sistema nervioso central que transmite información sensorial al cerebro o la médula espinal. Contrariamente a las neuronas del sistema nervioso central, cuyos inputs provienen de otras neuronas, las neuronas sensoriales se activan por modalidades físicas tales como la luz, el sonido y la temperatura.
En los organismos complejos, las neuronas sensoriales transmiten su información al sistema nervioso central, y en organismos menos complejos como Hydra, directamente a las motoneuronas. Las neuronas sensoriales también transmiten impulsos eléctricos al cerebro para un posterior procesamiento y actuación. Por ejemplo, las neuronas sensoriales olfatorias realizan sinapsis con las neuronas del bulbo raquídeo, donde se procesa el sentido del olfato.
A nivel molecular, los receptores sensoriales localizados en la membrana celular de las neuronas sensoriales son los responsables de la conversión de los estímulos en impulsos eléctricos. El tipo de receptor empleado por cada neurona sensorial determina a qué tipo de estímulo será sensible. Por ejemplo, las neuronas que contienen mecanorreceptores son sensibles a estímulos táctiles, mientras que los receptores olfatorios hacen que la célula sea sensible a los olores.